# ATB
ATB，本名André Tanneberger（德語：André Tanneberger），為一名德國DJ。